# Yttre Lakaviken
Yttre Lakaviken är en sjö i Luleå kommun i Norrbotten och ingår i Råneälven-Altersundets kustområde. Sjön har en area på 0,0943 kvadratkilometer och ligger 1,9 meter över havet. Sjön avvattnas av vattendraget Lakabäcken.

## Delavrinningsområde
Yttre Lakaviken ingår i det delavrinningsområde (731194-179609) som SMHI kallar för Mynnar i havet. Medelhöjden är 23 meter över havet och ytan är 4,85 kvadratkilometer. Räknas de 10 avrinningsområdena uppströms in blir den ackumulerade arean 107,76 kvadratkilometer. Avrinningsområdets utflöde Lakabäcken mynnar i havet. Avrinningsområdet består mestadels av skog (55 procent) och jordbruk (22 procent). Avrinningsområdet har 0,1 kvadratkilometer vattenytor vilket ger det en sjöprocent på 2 procent. Bebyggelsen i området täcker en yta av 0,44 kvadratkilometer eller 9 procent av avrinningsområdet.